# Australian Open de 1993
O Australian Open de 1993 foi um torneio de tênis disputado nas quadras duras do Flinders Park, em Melbourne, na Austrália, entre 18 e 31 de janeiro. Corresponde à 25ª edição da era aberta e à 81ª de todos os tempos.

## Finais

### Profissional
| Categoria | Evento    | Campeã(s)(o/ões)                        | Vice-campeã(s)(o/ões)               | Resultado          | Chave(s)  | Chave(s)       |
| --------- | --------- | --------------------------------------- | ----------------------------------- | ------------------ | --------- | -------------- |
| Simples   | Masculino | Jim Courier                             | Stefan Edberg                       | 6–2, 6–1, 2–6, 7–5 | principal | qualificatório |
| Simples   | Feminino  | Monica Seles                            | Steffi Graf                         | 4–6, 6–3, 6–2      | principal | qualificatório |
| Duplas    | Masculino | Danie Visser Laurie Warder              | John Fitzgerald Anders Järryd       | 6–4, 6–3, 6–4      | principal | principal      |
| Duplas    | Feminino  | Gigi Fernández Natasha Zvereva          | Elizabeth Sayers Smylie Pam Shriver | 6–4, 6–3           | principal | principal      |
| Duplas    | Misto     | Arantxa Sánchez Vicario Todd Woodbridge | Zina Garrison Jackson Rick Leach    | 7–5, 6–4           | principal | principal      |

### Juvenil
| Categoria | Evento    | Campeã(s)(o/ões)                | Vice-campeã(s)(o/ões)         | Resultado     | Chave(s)  | Chave(s)       |
| --------- | --------- | ------------------------------- | ----------------------------- | ------------- | --------- | -------------- |
| Simples   | Masculino | James Baily                     | Steven Downs                  | 6–3, 6–2      | principal | qualificatório |
| Simples   | Feminino  | Heike Rusch                     | Andrea Glass                  | 6–1, 6–2      | principal | qualificatório |
| Duplas    | Masculino | Lars Rehmann Christian Tambue   | Scott Humphries Jimmy Jackson | 6–7, 7–5, 6–2 | principal | principal      |
| Duplas    | Feminino  | Joana Manta Ludmilla Richterova | Åsa Carlsson Cătălina Cristea | 6–3, 6–2      | principal | principal      |